# László Polgár
László Polgár (Gyöngyös, Hungria, 11 de maio de 1946) é um pedagogo e pedagogista húngaro e pai das célebres e campeãs enxadristas: Judit Polgar, Susan Polgar e Sofia Polgar.
László tinha interesse por um método apropriado para a educação de crianças, e após estudar as biografias de centenas de grandes intelectuais, acreditou que gênios podiam ser criados. E assim, antes que tivesse filhos, escreveu um livro intitulado, Bring Up Genius!, e procurou uma esposa para realizar um experimento para provar sua tese de que qualquer criança saudável poderia ser tornada em um prodígio e realizar grandes feitos se estimulada desde cedo. Ele encontrou uma mulher, Klara, que ficou impressionada com seu plano e os dois logo se casaram. 
Laszlo teve que lutar contra autoridades húngaras para conseguir permissão para educar suas filhas em casa, mas conseguiu e então ele e Klara lhes ensinaram sobre os mais diversos assuntos, do xadrez ao esperanto, alemão, inglês e matemática avançada. Tamanho esforço resultou em que suas três filhas se tornaram grandes jogadoras do xadrez, uma mestre internacional e duas grandes mestres.

## Obras
- Nevelj zsenit! (Eduku geniulon! ou Bring Up Genius!), 1989 (ISBN 9630199769)
- Minichess, 1995 (ISBN 9634508057)
- Chess: 5334 Problems, Combinations, and Games, 1994 (ISBN 1884822312)
- Chess: Reform Chess, 1997 (ISBN 3895082260)
- Chess: Middlegames, 1998 (ISBN 3895086835)
- Chess: Endgames, 1999 (ISBN 3829005075)
- Királynők és királyok. Sakk, Szerelem, Szex, 2004 (ISBN 9632160088)
- Salom haver: Zsidó származású magyar sakkozók antológiája, 2004 (ISBN 9632145704)
- PeCHESS ember elCHESSte, 2004 (ISBN 9638653116)
- Polgar Superstar Chess, 2004 (ISBN 9632160096)
- Polgar Superstar Chess II, 2005 (ISBN 9638653140)
- I Love Superstar Chess, 2005 (ISBN 9638673850)
- Hatágú csillag. Sakk, képzőművészet és humor, 2005 (ISBN 9638653159)
- Biztonság. Sakk és humor, 2005 (ISBN 9638653191)
- Knight, 2005 (ISBN 9638673826)
- Queens, 2005 (ISBN 963867380X)
- Blanka: Miniaturaj ŝakproblemoj (White: Miniature chess problems), 2005 (ISBN 9638653175)
- Sakkmat(t)ek. Sakk, matematika, humor, 2005 (ISBN 9638653167)
- Eszperantó és sakk (Chess in Esperanto), 2006 (ISBN 9638673877)
- La stelita stel', 2006 (ISBN 9638704209)